# Бешта Зінаїда Василівна
Зінаї́да Васи́лівна Бе́шта (1914 , Гаруша, Ковельський повіт, Волинська губернія, Російська імперія  — невідомо ) — український державний діяч. Депутат Верховної Ради УРСР першого скликання (1940–1947).

## Біографія
Народилася 1914 року в родині селянина-бідняка в селі Гаруша, тепер Турійський район, Волинська область, Україна. З восьмирічного віку наймитувала.
Брала участь у підпільній революційній роботі. У березні 1934 року була заарештована польською поліцією. Два з половиною роки перебувала в ув'язненні. У 1938 році знову була заарештована і засуджена польським судом до 8 років тюремного ув'язнення. У вересні 1939 року була звільнена з в'язниці.
Після вересня 1939 року працювала головою Гарушської (Гарушівської) сільської ради Турійського району Волинської області.
1940 року була обрана депутатом Верховної Ради УРСР першого скликання по Турійському виборчому округу № 304 Волинської області.
Станом на квітень 1945 року — завідувач відділу соціального забезпечення Турійської районної ради депутатів трудящих Волинської області.